# Source ferrugineuse de Laifour
La Source ferrugineuse de Laifour est une source d'eau ferrugineuse  située à Laifour une commune française, située dans le département des Ardennes en région Champagne-Ardenne.

## Localisation
La source est située face au village, sur la rive droite d'un méandre de la Meuse, territoire de la commune de Revin.

## Description
L’eau sort de la source au bas du massif schisteux, riche en fer comme en témoigne une forte présence d'hématite rouge sur les parois de la roche dont l'écoulement trace un large réservoir et sillon de couleur rouge-orange résultat de dépôts d'oxyde ferreux. Les sources de ce type sont appelées localement pouhons.

## Histoire
Les origines de la source sont inconnues, mais probablement très anciennes.
En 1812, l'eau de la source a fait l'objet d'analyses :
« Que l'eau de Laifour est une eau minérale froide ; qu'elle contient du gaz acide carbonique libre et du fer, et par cette raison doit être rangée avec les eaux de Pongues, de Forges, de Vichy »
La source était renommée en 1835, comparée à celle de Spa, des malades venant même s'y soigner et pourrait être utilisée à des fins médicales.
« Cette eau est gazeuse et ferrugineuse. On use de cette eau en boisson à la dose d'une bouteille par jour; on peut en boire dans toutes les saisons. Le transport n'altère point les eaux de Laifour, lorsqu'elles ont été puisées avec les précautions convenables. »[réf. souhaitée]
En 1894, il était question d'y établir une station thermale.

## Légendes
La vierge assassinée
L'origine de la source proviendrait d'une histoire de seigneurie du Moyen Âge. À l'époque de Charlemagne, un des fils, Renaud aurait tué à cet endroit une vierge dont le sang mélangé à l’eau lui donnerait sa couleur caractéristique.
Paysanne poursuivie et assassinée
Une jeune paysanne voulant échapper à un seigneur local aurait été rattrapée sur le site et devant sa résistance, aurait succombé sous l'épée de celui-ci. La couleur de la source rappellerait soit le sang de la jeune fille, soit le fer rouillé de l’épée.